# Bristivica
Bristivica falu Horvátországban Split-Dalmácia megyében. Közigazgatásilag Segethez tartozik.

## Fekvése
Split központjától légvonalban 24, közúton 43 km-re, Trogir központjától légvonalban 10, közúton 15 km-re, községközpontjától 14 km-re északnyugatra, Dalmácia középső részén a Vilaja déli lejtőjén fekszik.

## Története
A települést a 13. században említik először Bristica néven. Birtoklásáért harcot vívott egymással Šibenik és Trogir városa, végül utóbbi fennhatósága alá került. 1420-tól velencei uralom alatt állt. A török háborúk idején elpusztult, lakossága elmenekült. 1578-ban a törökök erőd építésébe akartak kezdeni itt, de végül elálltak szándékuktól, és területét Trogirnak engedték át. Mai lakosainak ősei a 17. század végén és a 18. század elején Boszniából és Hercegovinából települtek be. Ott ugyanis 1696-ban felkelés tört ki a török ellen, és a bosszút álló török csapatok közeledtére a Livno, Glamoč, Ráma és Duvna, a mai Tomislavgrad környékén élt lakosság, mintegy ötezer ember a ferences szerzetesek vezetésével az akkor jórészt lakatlan, velencei uralom alatt álló dalmát Zagora vidékére települt át. A török veszély elmúltával azonban nem tértek már vissza szülőföldjükre, hanem itt maradtak. A hívek egyházi szolgálatát a sinji ferences kolostor szerzetesei látták el. 1797-ben a Velencei Köztársaság megszűnésével a település Habsburg Birodalom része lett. 1806-ban Napóleon csapatai foglalták el és 1813-ig francia uralom alatt állt. Napóleon bukása után ismét Habsburg uralom következett, mely az első világháború végéig tartott. A település első iskolája 1856-ban nyílt meg. 1857-ben 435, 1910-ben 605 lakosa volt. Az I. világháború után rövid ideig az Olasz Királyság, ezután a Szerb-Horvát-Szlovén Királyság, majd Jugoszlávia része lett. A település lakossága 2011-ben 348 fő volt, akik mezőgazdaságból (olajbogyó, szőlő) éltek.

## Lakosság
| Lakosság változása | Lakosság változása | Lakosság változása | Lakosság változása | Lakosság változása | Lakosság változása | Lakosság változása | Lakosság változása | Lakosság változása | Lakosság változása | Lakosság változása | Lakosság változása | Lakosság változása | Lakosság változása | Lakosság változása | Lakosság változása |
| ------------------ | ------------------ | ------------------ | ------------------ | ------------------ | ------------------ | ------------------ | ------------------ | ------------------ | ------------------ | ------------------ | ------------------ | ------------------ | ------------------ | ------------------ | ------------------ |
| 1857               | 1869               | 1880               | 1890               | 1900               | 1910               | 1921               | 1931               | 1948               | 1953               | 1961               | 1971               | 1981               | 1991               | 2001               | 2011               |
| 435                | 458                | 429                | 491                | 563                | 605                | 720                | 756                | 795                | 855                | 912                | 771                | 674                | 534                | 427                | 348                |

## Nevezetességei
- Keresztelő János tiszteletére szentelt plébániatemplomát[5] 1911-ben építették a régi, 1901-ben leégett templom alapjain, amely 1372-ben épült és egészen a 18. századig használatban volt. Ennek alapjaira 1802-ben új templomot építettek, mely 1901-ben egy tűzvészben leégett. A mai templom egyhajós épület, homlokzatán félköríves ablakokkal, oromzatán pengefalú harangtoronnyal, benne három haranggal. Főoltára fából készült Keresztelő Szent János képével. A hajót két kápolnával szélesítették ki, amelyek Szent György vértanú és a Szeplőtelen Szűz Mária tiszteletére vannak szentelve. A bennük elhelyezett Keresztelő Szent János és Szűz Mária-szobrok tiroli munkák. A templomot többször megújították, utoljára 1994-ben, a főoltárt és a szobrokat pedig 2000-ben. A templom körül temető található. A korábbi plébánia épületét ravatalozóvá alakították át.[2]
- Szent Antal kápolnája a főutca mellett, a Jézus Szíve kápolna pedig a megdani út mellett áll.
- A délszláv háború után a Gradina nevű hegyen az elesettek emlékére nagy keresztet állítottak.
- A Blizináról Bristivicára vezető út és a plébániaházhoz vezető út kereszteződésében 1995-ben szintén az elesettek emlékére keresztet és Szűz Mária-szobrot állítottak.
- A mai plébániaház 1888-ban épült, mellette áll a Szent Rókus-kápolna.